# Česnek vysokohorský
Česnek vysokohorský (Allium oreophilum, syn. Allium ostrowskianum) je druh jednoděložné rostliny z čeledi amarylkovitých.

## Popis
Jedná se o vytrvalou cca 5–20 cm vysokou rostlinu s podzemní cibulí, cibule je kulovitá až vejcovitá, asi 1,5–2 cm v průměru. Lodyha je oblá, víceméně sivá, na bázi jsou 2 přízemní listy delší než lodyha, listy na lodyze chybí. Listy jsou přisedlé, čepele jsou čárkovité, kýlnaté, jen 4–6 mm široké. Květy jsou uspořádány do květenství, jedná se o lichookolík (stažený šroubel), který je polokulovitý. Květenství je podepřeno 2–3dílným toulcem. Okvětní lístky jsou cca 8–11 mm dlouhé a 4–4,5 mm široké, purpurové s tmavší střední žilkou. Tyčinky jsou kratší než okvětí. Plodem je tobolka.

## Rozšíření ve světě
Druh má svojí domovinu asijských velehorách, od Kavkazu, přes hory střední Asie po severozápadní Čínu, Sin-ťiang.

## Rozšíření v Česku
V ČR to je nepůvodní druh. Je často pěstován jako skalnička.